# 2007年の映画/6月
- 1日
  - ザ・シューター/極大射程（ アメリカ合衆国）
- 2日
  - 鉄板英雄伝説（ アメリカ合衆国）
  - スケッチ・オブ・フランク・ゲーリー（ アメリカ合衆国/ドキュメンタリー）
  - あるスキャンダルの覚え書き（ イギリス）
  - アカデミー（ オーストラリア・ 日本）
  - 女帝 [エンペラー]（ 中国・ 香港）
  - 監督・ばんざい!（ 日本）
  - そのときは彼によろしく（ 日本）
  - 大日本人（ 日本）
  - 映画は生きものの記録である 土本典昭の仕事（ 日本）
  - ウミヒコヤマヒコマイヒコ（ 日本）
  - ADOR（ 日本）
  - 東京小説 乙桜学園祭（ 日本）
  - 終わりよければすべてよし（ 日本/ドキュメンタリー）
- 9日
  - 300 〈スリーハンドレッド〉（ アメリカ合衆国）
  - アポカリプト（ アメリカ合衆国）
  - プレステージ（ アメリカ合衆国）
  - ストーン・カウンシル（ フランス）
  - それでも生きる子供たちへ（ イタリア・ フランス）
  - レベル・サーティーン（ タイ）
  - 選挙（ 日本）
  - 恋する日曜日 私。恋した（ 日本）
  - テレビばかり見てると馬鹿になる（ 日本）
  - Watch with Me 〜卒業写真〜（ 日本）
- 16日
  - ゾディアック（ アメリカ合衆国）
  - ハリウッドランド（ アメリカ合衆国）
  - ストレンジャー・コール（ アメリカ合衆国）
  - ブリッジ（ アメリカ合衆国/ドキュメンタリー）
  - 雲南の少女 ルオマの初恋（ 中国）
  - 舞妓Haaaan!!!（ 日本）
  - ラストラブ（ 日本）
  - ふぞろいな秘密（ 日本）
  - ITバブルと寝た女たち（ 日本）
  - キサラギ（ 日本）
  - 垂乳女 Tarachime（ 日本）
  - アコークロー（ 日本）
  - きみにしか聞こえない（ 日本）
- 23日
  - ラッキー・ユー（ アメリカ合衆国）
  - エマニュエルの贈りもの（ アメリカ合衆国/ドキュメンタリー）
  - イラク 狼の谷（ トルコ）
  - ジェイムズ聖地へ行く（ イスラエル）
  - リサイクル -死界-（ 香港・ タイ）
  - アヒルと鴨のコインロッカー（ 日本）
  - 憑神（ 日本）
  - 転校生-さよなら あなた-（ 日本）
  - 殯の森（ 日本）
  - サイドカーに犬（ 日本）
  - 図鑑に載ってない虫（ 日本）
- 29日
  - ダイ・ハード4.0（ アメリカ合衆国）
- 30日
  - シュレック3（ アメリカ合衆国/アニメ）
  - 100万ドルのホームランボール 捕った!盗られた!訴えた!（ アメリカ合衆国/ドキュメンタリー）
  - GLASTONBURY　グラストンベリー（ アメリカ合衆国・ イギリス/ドキュメンタリー）
  - 石の微笑（ フランス）
  - そして、デブノーの森へ（ フランス・ イタリア・ スイス）
  - マルチェロ・マストロヤンニ 甘い追憶（ イタリア）
  - ボルベール〈帰郷〉（ スペイン）
  - 不完全なふたり（ 日本・ フランス）
  - 吉祥天女（ 日本）
  - 人間椅子（ 日本）